# Mountainbike op de Gemenebestspelen 2006
 Mountainbiken  was een van de disciplines van de olympische sport wielersport die werd beoefend tijdens de Gemenebestspelen 2006. Zowel voor de mannen als de vrouwen werd er een wedstrijd georganiseerd.

## Mannen
| rang   | naam                  | land | tijd      |
| ------ | --------------------- | ---- | --------- |
| Goud   | Liam Killeen          | ENG  | 2.13.11   |
| Zilver | Oliver Beckingsale    | ENG  | + 0.15    |
| Brons  | Seamus McGrath        | CAN  | + 0.32    |
| 4      | Chris Jongewaard      | AUS  | + 1.57    |
| 5      | Kashi Leuchs          | NZL  | + 2.18    |
| 6      | Sid Taberlay          | AUS  | + 4.07    |
| 7      | Joshua Fleming        | AUS  | + 7.03    |
| 8      | Mike Northcott        | NZL  | + 8.00    |
| 9      | Mannie Heymans        | NAM  | + 8.21    |
| 10     | Burry Stander         | RSA  | + 8.48    |
| 11     | Geoff Kabush          | CAN  | + 10.33   |
| 12     | Simon Richardson      | ENG  | + 10.33   |
| 13     | Gareth Montgomerie    | SCO  | + 11.42   |
| 14     | Marc Bassingthwaighte | NAM  | + 13.22   |
| 15     | Steven Roach          | WAL  | + 14.02   |
| 16     | Clinton Avery         | NZL  | + 14.19   |
| 17     | Ermin van Wyk         | NAM  | + 15.45   |
| 18     | James Ouchterlony     | SCO  | + 16.41   |
| 19     | Lewis Ferguson        | NIR  | + 17.35   |
| 20     | Andrew Roche          | IOM  | + 1 ronde |

## Vrouwen
| rang   | naam                 | land | tijd      |
| ------ | -------------------- | ---- | --------- |
| Goud   | Marie-Hélène Prémont | CAN  | 1:55.04   |
| Zilver | Rosara Joseph        | NZL  | + 1.27    |
| Brons  | Kiara Bisaro         | CAN  | + 2.55    |
| 4      | Amy Hunt             | ENG  | + 6.29    |
| 5      | Dellys Starr         | AUS  | + 7.08    |
| 6      | Robyn Wong           | NZL  | + 7.32    |
| 7      | Emma Colson          | AUS  | + 11.03   |
| 8      | Sonia Foote          | NZL  | + 14.28   |
| 9      | Myra Moller          | COK  | + 16.29   |
| 10     | Ruth McGavigan       | SCO  | + 18.43   |
| 11     | Claire Baxter        | AUS  | + 1 ronde |

## Medaillespiegel
| rang | land          | goud | zilver | brons | totaal |
| ---- | ------------- | ---- | ------ | ----- | ------ |
| 1    | Engeland      | 1    | 1      | 0     | 2      |
| 2    | Canada        | 1    | 0      | 2     | 3      |
| 3    | Nieuw-Zeeland | 0    | 1      | 0     | 1      |

Atletiek · Badminton · Basketbal · Boksen · Bowls · Gewichtheffen · Hockey · Mountainbike · Netball · Ritmische gymnastiek · Rugby Sevens · Schietsport · Schoonspringen · Squash · Synchroonzwemmen · Tafeltennis · Triatlon · Turnen · Wielersport (baan · weg) · Zwemmen